# سعید منتظرالمهدی
سعید منتظرالمهدی (زادهٔ ۱۷ آبان ۱۳۵۰ تهران) پزشک و سرتیپ‌دوم پاسدار فرماندهی انتظامی جمهوری اسلامی ایران است، که هم‌اکنون به‌عنوان معاون فرهنگی و اجتماعی فراجا، همچنین سخنگوی فرماندهی انتظامی فعالیت می‌کند.
وی دانش‌آموخته دکترای پزشکی از دانشگاه علوم پزشکی ایران است و فعالیت نظامی را از سپاه پاسداران انقلاب اسلامی آغاز کرد و دوره‌ای به‌عنوان جانشین بهداری ستاد مشترک سپاه پاسداران فعالیت نمود.
منتظرالمهدی از ۱۳۹۰ تا ۱۳۹۱ رئیس اداره سینمایی ناجا بود و در فاصله سال‌های ۱۳۹۱ تا ۱۳۹۷ معاونت اجتماعی نیروی انتظامی را برعهده داشت و با حفظ سمت از ۱۳۹۴ تا ۱۳۹۷ به‌عنوان نخستین سخنگوی ناجا فعالیت می‌کرد. وی از ۱۳۹۸ تا ۱۴۰۰ معاون کاهش تقاضا و توسعه مشارکت‌های مردمی و سخنگوی ستاد مبارزه با مواد مخدر بود، از ۱۴۰۰ تا ۱۴۰۱ به‌عنوان مشاور عالی فرمانده کل انتظامی فعالیت می‌کرد و از بهمن‌ماه ۱۴۰۱ معاون فرهنگی و اجتماعی و نیز سخنگوی فراجا است. او در ۲۴ شهریور ۱۴۰۲ توسط دولت بریتانیا تحریم شد.

## تحریم‌ها
در روز جمعه ۱۵ سپتامبر ۲۰۲۳ وزارت خارجه بریتانیا تحریم‌های جدیدی را علیه برخی از مقامات جمهوری اسلامی از جمله سعید منتظرالمهدی به دلیل تدوین قوانین ظالمانه در رابطه با حجاب اجباری اعمال کرد. این تحریم‌ها شامل ممنوعیت سفر به بریتانیا، مسدود کردن دارایی‌های احتمالی آن‌ها در بریتانیا و جلوگیری از تجارت با شرکت‌های بریتانیایی می‌باشد.